# Sheba Deireragea
Sheba Deireragea (née le 28 mai 1986 à Denigomodu) est une haltérophile nauruane.

## Biographie
Elle naît le 28 mai 1986 à Denigomodu.
En 2001, elle obtient le record d'Océanie chez les junior de moins de 53 kg avec 110 kg à l'épaulé-jeté, un record toujours en place en 2016. La même année, elle bat le record Jeunesse des moins de 63 kg avec 85 kg à l'arraché, 110 kg à l'épaulé-jeté et 195 kg au total.
Aux Jeux du Commonwealth de 2002, âgée de seize ans, elle remporte le bronze dans la catégorie des moins de 69 kg, avec 110 kg à l'épaulé-jeté et 90 kg à l'arraché, soit 200 kg au total,.
Aux Jeux du Commonwealth de 2006, elle remporte l'argent dans la catégorie des moins de 75 kg avec 202 kg au total. L'année précédente, elle finit quatorzième aux championnats du monde.